# Liam Byrne
Liam Dominic Byrne, né le 2 octobre 1970 à Warrington, est un homme politique britannique du Parti travailliste, député de Birmingham Hodge Hill depuis 2004.
En 2010, secrétaire en chef du Trésor du gouvernement de Gordon Brown, ayant dû faire face à la Grande Récession de 2008, il laisse, à son départ, une note à son successeur libéral-démocrate David Laws disant : « J'ai peur qu'il n'y ait pas d'argent »,. 

## Biographie

### Jeunesse et début professionnels
Liam Dominic Byrne naît le 2 octobre 1970 à Warrington et fait ses études à la Burnt Mill School à Harlow. Il termine ses A-level à Hertfordshire and Essex High School à Bishop's Stortford, dans le comté du Hertfordshire. Il poursuit ensuite ses études à l'université Victoria de Manchester, où il obtient un baccalauréat spécialisé en politique et en histoire moderne, et est élu responsable des communications de l'Union des étudiants de l'université de Manchester. Il est également titulaire d'un MBA de la Harvard Business School de l'université Harvard, où il est boursier Fulbright.
Avant d'être élu au Parlement, il travaille pour Accenture et Rothschild & Co, avant de co-fonder une société technologique soutenue par des entreprises, e-Government Solutions Group, en 2000. En 1996-1997, il conseille le Parti travailliste sur la réorganisation de son siège social de Millbank et aidé à diriger la campagne de communication du Labour sous la marque « New Labour ».

### Carrière politique

#### Début de carrière
Il est sélectionné pour se présenter à l'élection partielle de Birmingham Hodge Hill à la suite de la démission du vétéran parlementaire travailliste Terry Davis parti pour devenir le secrétaire général du Conseil de l'Europe. Le 15 juillet 2004, le même jour que le Parti travailliste perd Leicester South lors d'une autre élection partielle, Byrne garde le siège avec une majorité de seulement 460 voix. La campagne est critiquée pour sa dureté et des coups bas.
Il prononce son premier discours le 22 juillet 2004.

#### 2005 à 2010

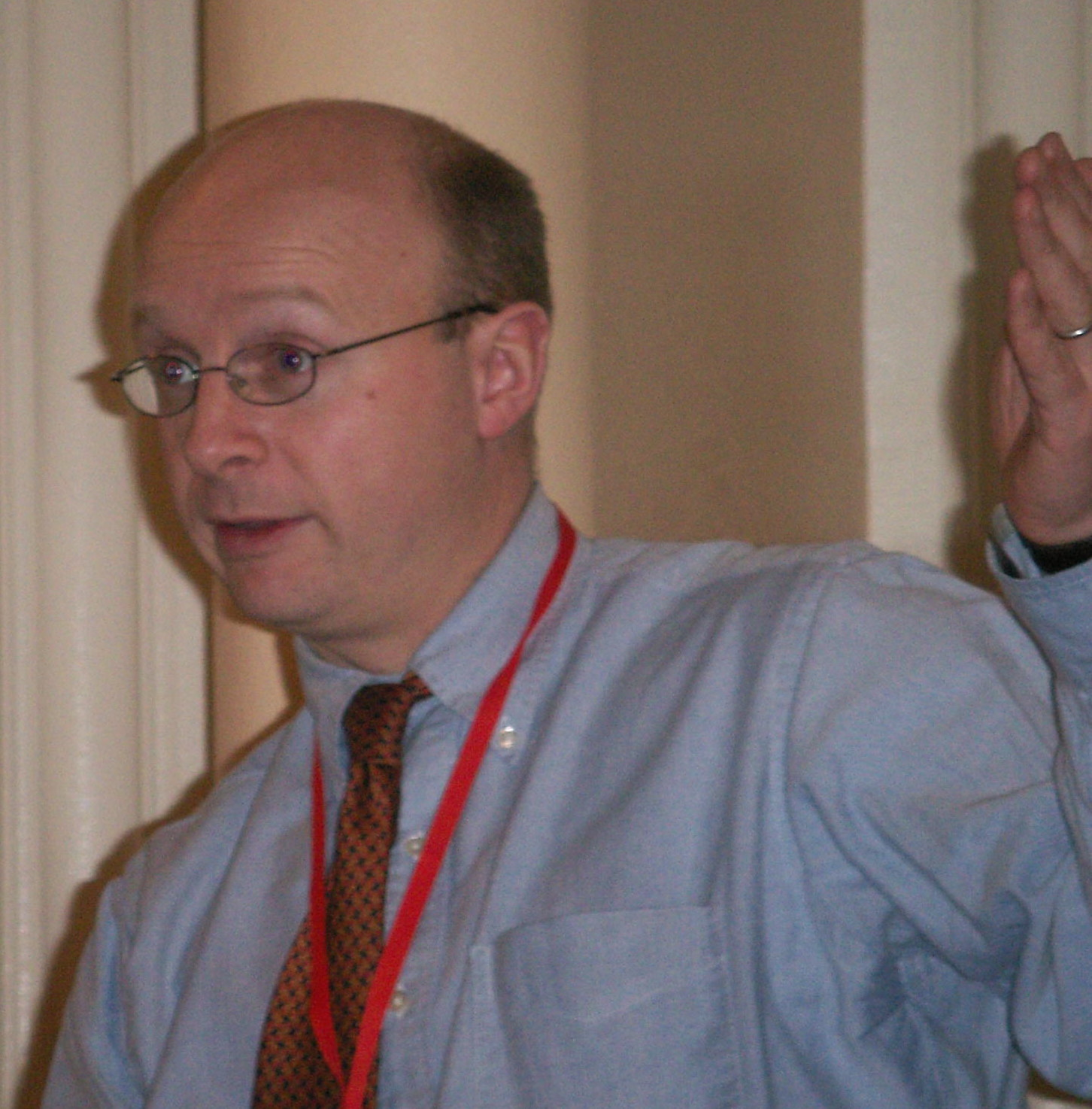
Byrnes à la conférence du parti travailliste de 2006

Après sa réélection à une majorité accrue le 5 mai 2005, il est nommé sous-secrétaire d'État parlementaire au ministère de la Santé, une promotion inhabituellement rapide au rang de ministre. Il est réélu lors des élections générales de mai 2010.
À la suite des élections locales de 2006, il est promu ministre d'État chargé de la police, de la sécurité et de la sécurité communautaire au ministère de l'Intérieur, remplaçant Hazel Blears. Cependant, une quinzaine de jours plus tard, le ministre de l'Intérieur, John Reid le transfère au ministère de l'Immigration et à la Citoyenneté, en changeant de portefeuille avec Tony McNulty. Ce dernier est lié au scandale des prisonniers étrangers qui a poussé Tony Blair à limoger Charles Clarke en mai 2006. La décision de Byrne est considérée comme une tentative de John Reid d'établir une toute nouvelle équipe pour régler le système d'immigration. Pendant cette période, il est également ministre des West Midlands. Byrne est promu lors d'un remaniement ministériel le 3 octobre 2008, devenant ministre du Bureau du Cabinet (en anglais : Cabinet Office) et Chancelier du duché de Lancastre.

##### Immigration
En novembre 2006, Byrne est responsable d'une modification des règles d'immigration empêchant les migrants entrés dans le cadre du programme britannique pour les migrants hautement qualifiés (Highly Skilled Migrant Programme, HSMP) de prolonger leur autorisation de rester en Grande-Bretagne, à moins qu'ils ne puissent prouver qu'ils gagnent au moins 32 000 livres par an en Grande-Bretagne et aussi qu'ils avaient une bonne connaissance de l'anglais. Ce changement est controversé car il s'applique rétroactivement aux migrants déjà entrés en Grande-Bretagne en vertu des précédentes règles,. Dans son rapport sur les modifications, la commission parlementaire mixte des droits de l'homme déclare que « les modifications du règlement sont si clairement incompatibles avec l'article 8, et si contraires aux notions fondamentales d'équité, qu'il est nécessaire de réexaminer immédiatement au Parlement les modifications du règlement ». Un contrôle judiciaire est introduit avec succès contre le gouvernement, ses actions lors de l'application des nouvelles règles du HSMP aux titulaires du HSMP déjà en Grande-Bretagne au 7 novembre 2006 ayant été jugées illégales.

##### «British Day»
En juin 2008, Byrne suggère que le « jour férié d'août » soit un week-end de célébration nationale (le soi-disant « British Day ») dans un discours à un Think tank New Labour. Cependant, le jour férié écossais du mois d'août a lieu à une date différente de celle du Pays de Galles et de l'Angleterre. Il s'est rétracté plus tard - sous la pression du Parti national écossais - disant qu'il essayait simplement de « lancer le débat ».
Depuis cette suggestion, le concept de fête nationale britannique a de nouveau été soulevé par le gouvernement de coalition, les partis conservateurs et libéraux démocrates suggérant que le jour férié du 1er mai pourrait être déplacé en octobre et renommé « UK Day » ou associé au Trafalgar Day déjà existant.

#### Départ du Trésor
En quittant son poste de secrétaire en chef du Trésor à la suite des Élections générales britanniques de 2010, Byrne laisse une note à son successeur David Laws disant : « Cher secrétaire en chef, je crains qu'il n'y ait pas d'argent. Cordialement - et bonne chance ! Liam. ». Byrne affirme plus tard que c'était juste de l'humour typique entre les politiciens, mais le regrette puisque le nouveau gouvernement l'a utilisée pour justifier la vague de coupures budgétaires introduite. La note fait écho à la note du chancelier Reginald Maudling à James Callaghan : « Bonne chance, vieux coq. . . Désolé de le laisser dans un tel gâchis. ». Après la défaite des conservateurs aux élections de 1964,.
La note est fréquemment citée par le gouvernement de coalition des conservateurs et des libéraux-démocrates pour critiquer le bilan financier du précédent gouvernement travailliste, et utilisée comme accessoire visuel par David Cameron lors d'un débat. Byrne déclare qu'il a « brûlé de honte » depuis 2010 à propos de la note qui avait nui à la campagne électorale de 2015.

#### 2010-2024
Il soutient Owen Smith dans la tentative ratée de remplacer Jeremy Corbyn aux élections à la direction du Parti travailliste (Royaume-Uni) en 2016.
En février 2020, Byrne est nommé candidat travailliste aux élections municipales de 2020 dans les West Midlands.

#### Nouveau mandat de député
Liam Byrne est réélu au Parlement lors des élections générales de 2024. Le 11 septembre 2024, il est désigné président du Business and Trade Committee de la Chambre qui contrôle les actes du ministère des Affaires et du Commerce (Department for Business and Trade).
En novembre 2024, dans le scandale de la Poste britannique, Lian Byrne pose la question aux avocats : « Nous avons la plus grande erreur judiciaire de l'histoire britannique, nous avons des indemnisations si lentes que les victimes meurent avant d'obtenir justice, mais les frais d'avocat font environ 53 millions de livres. Ne profitez-vous pas de la misère des victimes ? ». Le 3 février 2025, Liam Byrne se rend à Bruxelles pour chercher à renouer les relations avec l'UE et la croissance après le Brexit[source secondaire nécessaire].
En 2025, le responsable d'une société d'investissement boursier saisit le médiateur de la Chambre des communes au sujet de Liam Byrne. Il reproche au parlementaire de l'avoir accusé à tort d'avoir des liens avec la Russie en se fondant sur de fausses informations transmises par un adversaire financier. Les propos ayant été tenus au sein du Parlement, ils sont protégés par l'immunité et Liam Byrne ne peut pas faire l'objet d'une plainte en diffamation ; le médiateur doit cependant déterminer s'il y a « abus du privilège parlementaire ».